# Oberlausitz (Schiff, 1932)
Die Oberlausitz ist ein deutsches Fahrgastschiff, das lange in Speyer beheimatet war. 

## Geschichte
Das Schiff wurde 1932 in Druten gebaut. 1961 oder 1962 wurde es wohl für den Einsatz bei Johann Demmerle in Speyer umgebaut; sowohl Schubert als auch Benja vermerken, es habe sich damals um einen Eigenbau von Johann Demmerle gehandelt. Vermutlich trug es seit damals den Namen Pfälzerland. 
Laut Günter Benja war das Schiff im Jahr 1975 noch 22,2 Meter lang, aber bereits 4,88 Meter breit. Es hatte laut Benja einen Tiefgang von 0,6 Metern und eine Maschine mit 225 PS, mit der es eine Geschwindigkeit von 12 km/h erreichen konnte. Die Pfälzerland durfte zu Benjas Zeiten noch 250 Personen befördern.
1983 ging das Schiff von der Firma Johann Demmerle Speyrer Personenschiffahrt zu Werner Streibs Betrieb „Fahrgastschiff Pfälzerland“ über. Laut Schubert besaß es um das Jahr 2000 einen Motor mit 260 PS, durfte noch 200 Personen befördern und war nach einem Umbau im Jahr 1991 29,72 Meter lang. Einem Eintrag im Binnenschifferforum nach, der sich auf die damalige Webseite des Betreibers bezieht, war es später mit einem MAN-6-Zylinder-Dieselmotor mit 325 PS ausgestattet. In diesem Forum findet man auch den Hinweis, dass das Schiff im Jahr 1991 um etwa sechs Meter verlängert wurde und der stärkere Motor 2012 in gebrauchtem Zustand eingebaut wurde. 
Das Schiff wurde 2015 oder 2016 an den Bauunternehmer Stefan Gläsel aus Bernstadt verkauft und im Jahr 2016 zunächst nach Dresden überführt. Dort wurden im Alberthafen die Aufbauten entfernt, sodass das Schiff auf der Straße zu seinem Bestimmungsort, dem Berzdorfer See, transportiert werden konnte. Dort sollte es eigentlich spätestens 2017 als Oberlausitz in Fahrt kommen. Dies verzögerte sich aber um einige Jahre.
In Speyer ist mittlerweile ein Nachfolgerschiff mit dem Namen Pfälzerland II (ex Barbarossa ex Brunhilde) beheimatet.